# مالكولم رانجيث
مالكولم رانجيث (مواليد 15 نوفمبر 1947) هو كاهن كاثوليكي سريلانكي، أصبح كاردينال في عام 2010.